# Lettre à un otage
Lettre à un otage est une œuvre de l'écrivain Antoine de Saint-Exupéry.
Saint-Exupéry a écrit initialement ce texte pour la préface d’un roman de son meilleur ami, Léon Werth : 33 jours. Ce dernier est alors réfugié dans le Jura durant l’automne 1940 du fait de ses origines juives. Son livre ne paraîtra cependant pas et l’écrivain a remanié alors considérablement sa préface en supprimant toute référence directe à son ami, qui devient alors anonyme dans le texte, et symbolise ainsi le Français « otage » de l’occupant. Cette version a été publiée en juin 1943 de manière autonome.
L’œuvre est composée de six courts chapitres, reprenant les éléments récents de la vie de l’écrivain (voyage au Portugal, évocation du Sahara, séjour aux États-Unis…), y mêlant des références à son amitié pour le dédicataire et son attachement à son pays.

## Extrait
« Ça, c'est impressionnant, l'âge d'un homme! Ça résume toute sa vie. Elle s'est faite lentement, la maturité qui est sienne. Elle s'est faite contre tant d'obstacles vaincus, contre tant de maladies graves guéries, contre tant de peines calmées, contre tant de désespoirs surmontés, contre tant de risques dont la plupart ont échappé à la conscience. Elle s'est faite à travers tant de désirs, tant d'espérances, tant de regrets, tant d'oublis, tant d'amour. Ça représente une belle cargaison d'expériences et de souvenirs, l'âge d'un homme! Malgré les pièges, les cahots, les ornières, on a tant bien que mal continué d'avancer, cahin-caha, comme un bon tombereau. En maintenant, grâce à une convergence obstinée de chances heureuses, on est là. » (chap. IV)